# Кранево
Кранево е село в Североизточна България. То се намира в община Балчик, област Добрич. Старото име на селото е Екрене (до 1934 г.).
В чест на селото е наименуван морският нос Кранево на остров Тауър в Антарктика.

## География
Плажна ивица
Плажната ивица на селото е разделена на три зони: Северен, Централен и Южен плаж. Дълга е 1500 метра и широка от 40 до 60 метра, с много фин пясък.

## История
До 1934 г. селото носи името Екрене, което идва от средновековната българска крепост Кранеа. А Екрене всъщност е турското произношение на Кранеа. По пътя между Кранево и Златни пясъци се намира фарът Екрене, който години наред е бил най-високият по Българското Черноморие. Заради непрестанната свлачищна активност в района е прекратена дейността на фара. Недалеч от него личат останки от отбранителния вал, който е играл важна роля при защитата на Първата българска държава, наречен Аспарухов вал. На огромния хълм край днешно Кранево някога е било разположено Екренското кале.
На това място в периода на румънската окупация на Южна Добруджа (1913 – 1940 г.) е минавала границата с Кралство Румъния.

## Население
Численост
Численост на населението според преброяванията през годините:
| \| Година на преброяване \| Численост \| \| --------------------- \| --------- \| \| 1934 \| 382 \| \| 1946 \| 417 \| \| 1956 \| 465 \| \| 1965 \| 521 \| \| 1975 \| 764 \| \| 1985 \| 724 \| \| 1992 \| 819 \| \| 2001 \| 971 \| \| 2011 \| 1034 \| \| 2021 \| 799 \| |           |
| Година на преброяване | Численост |
| 1934 | 382       |
| 1946 | 417       |
| 1956 | 465       |
| 1965 | 521       |
| 1975 | 764       |
| 1985 | 724       |
| 1992 | 819       |
| 2001 | 971       |
| 2011 | 1034      |
| 2021 | 799       |

### Етнически състав
Преброяване на населението през 2011 г.
Численост и дял на етническите групи според преброяването на населението през 2011 г.:
|                     | Численост | Дял (в %) |
| Общо                | 1034      | 100,00    |
| Българи             | 845       | 81,72     |
| Турци               | 21        | 2,03      |
| Цигани              |           |           |
| Други               |           |           |
| Не се самоопределят | 104       | 10,05     |
| Неотговорили        | 29        | 2,80      |

## Храмове
- Православна църква „Света Богородица – Достойно есть“, осветена на 8 юни 2019 г.[9]

## Образование
В селото функционират помощно училище, читалище и детска градина:
- Помощно училище интернат „Академик Тодор Самодумов“ от 1961 г.
- Читалище „Бачо Киро“.
- Целодневна детска градина „Веселите делфинчета“.

До началото на 2000 г. в селото има училище, впоследствие закрито поради липса на ученици. Понастоящем сградата се използва за кметство, детска градина, медицински център и библиотека. В нея се помещава и туристически център.

## Редовни събития
- През 2010 г. на територията на курортното селище е изграден плувен басейн „Аква лайф“ с олимпийски размери, оборудван за провеждане на международни състезания по плуване, водна топка и синхронно плуване. От 13 до 17 септември 2011 г. е проведен и Първи международен турнир по водна топка жени „Кранево къп“ под егидата на LEN.jhb

1. ↑  www.grao.bg
2. ↑  SCAR Composite Gazetteer of Antarctica: Kranevo Point.
3. 1 2  Необузданият чар на Кранево //   experience.bg. Посетен на 3 юли 2020.
4. 1 2  „На село в Кранево“ //   bnr.bg, 2 ноември 2019. Посетен на 3 юли 2020.
5. ↑  Добруджански новини - Независим информационен вестник / Урежда ред. комитет - Базарджик : Никола Жечев / No. 126, 08 март 1935,	стр.2
6. ↑  „Справка за населението на село Кранево, община Балчик, област Добрич, НСИ“ //   webcitation.org.  Архивиран от оригинала на 2022-07-06. Посетен на 9 февруари 2017.
7. ↑  „The population of all towns and villages in Dobrich Province with 50 inhabitants or more according to census results and latest official estimates“ //   citypopulation.de. Посетен на 9 февруари 2017. (на английски)
8. ↑  „Ethnic composition, all places: 2011 census“ //   pop-stat.mashke.org. Посетен на 9 февруари 2017. (на английски)
9. ↑  Освещаване на храм „Света Богородица - Достойно есть“, село Кранево //   bg-patriarshia.bg, 8 юни 2019.  Архивиран от оригинала на 2020-07-03. Посетен на 3 юли 2020.
10. ↑  Учебни заведения в село Кранево //   guide-bulgaria.com. Посетен на 3 юли 2020.